# Mirza Bašić
Mirza Bašić (12 juli 1991) is een Bosnische tennisspeler. Hij heeft één ATP-toernooi gewonnen. Hij heeft twee challengers in het enkelspel op zijn naam staan.

## Palmares

### Palmares enkelspel
| Nr.                          | Datum            | Toernooi    | Ondergrond    | Tegenstander in finale | Score               | Details |
| ---------------------------- | ---------------- | ----------- | ------------- | ---------------------- | ------------------- | ------- |
| Gewonnen finales             |                  |             |               |                        |                     |         |
| 1.                           | 11 februari 2018 | ATP Sofia   | Hardcourt (i) | Marius Copil           | 7-6(4), 6-7(4), 6-4 | Details |
| Gewonnen finales challengers |                  |             |               |                        |                     |         |
| 1.                           | 25 juli 2015     | Recanati    | Hardcourt     | Ricardas Berankis      | 6-4, 3-6, 7-6(4)    |         |
| 2.                           | 23 juni 2017     | Guadalajara | Hardcourt     | Denis Shapovalov       | 6-4, 6-4            |         |

### Palmares dubbelspel
| Nr.                              | Datum         | Toernooi | Ondergrond    | Partner        | Tegenstanders in finale | Score    | Details |
| -------------------------------- | ------------- | -------- | ------------- | -------------- | ----------------------- | -------- | ------- |
| Gewonnen challengers herendubbel |               |          |               |                |                         |          |         |
| 1.                               | 17 maart 2013 | Sarajevo | Hardcourt (i) | Tomislav Brkic | Karol Beck Igor Zelenay | 6-3, 7-5 |         |

## Resultaten grote toernooien
| Legenda | Legenda                          |
| ------- | -------------------------------- |
| g.t.    | geen toernooi gehouden           |
| l.c.    | lagere categorie                 |
| –       | niet deelgenomen                 |
| G       | uitgeschakeld in de groepsfase   |
| 1R      | uitgeschakeld in de eerste ronde |
| 2R      | uitgeschakeld in de tweede ronde |
| 3R      | uitgeschakeld in de derde ronde  |
| 4R      | uitgeschakeld in de vierde ronde |
| KF      | uitgeschakeld in de kwartfinale  |
| HF      | uitgeschakeld in de halve finale |
| F       | de finale verloren               |
| W       | het toernooi gewonnen            |
| w-v     | winst/verlies-balans             |

### Mannenenkelspel
| grandslamtoernooien   |     |      |        |
| Australian Open       | 2R  | –    | 1-1    |
| Roland Garros         | –   | 1R   | 0-1    |
| Wimbledon             | –   | 1R   | 0-1    |
| US Open               | –   |      | 0-0    |
| winst-verlies         | 1–1 | 0–1  | 1-2    |
| ATP World Tour Finals |     |      |        |
| ATP World Tour Finals | –   |      | 0-0    |
| ATP Masters 1000      |     |      |        |
| Indian Wells          | –   | –    | 0-0    |
| Miami                 | –   | 1R   | 0-1    |
| Monte Carlo           | –   | 1R   | 0-1    |
| Madrid                | –   | –    | 0-0    |
| Rome                  | –   | –    | 0-0    |
| Montreal/Toronto      | –   |      | 0-0    |
| Cincinnati            | –   |      | 0-0    |
| Shanghai              | –   |      | 0-0    |
| Parijs                | –   |      | 0-0    |
| Olympische Spelen     |     |      |        |
| Olympische Spelen     |     | g.t. | 0-0    |
| statistieken          |     |      |        |
| totaal aantal titels  | 0   | 1    | 1      |
| eindejaarsranking     | 181 |      | n.v.t. |

### Dubbelspel
| grandslamtoernooien   |      |        |
| Australian Open       | –    | 0-0    |
| Roland Garros         | 2R   | 1-1    |
| Wimbledon             | 2R   | 1-1    |
| US Open               |      | 0-0    |
| winst-verlies         | 2–2  | 2-2    |
| ATP World Tour Finals |      |        |
| ATP World Tour Finals |      | 0-0    |
| Olympische Spelen     |      |        |
| Olympische Spelen     | g.t. | 0-0    |
| statistieken          |      |        |
| totaal aantal titels  | 0    | 0      |
| eindejaarsranking     |      | n.v.t. |